# Český Těšín
Český Těšín (cehă: [ˈtʃɛskiːˈcɛʃiːn] ⓘ în poloneză Czeski Cieszyn; în germană Tschechisch-Teschen) este o comună și un oraș din districtul Karviná, regiunea Moravia-Silezia, Cehia. Are o populație de aproximativ 23.000 de locuitori.
Český Těšín se află pe malul vestic al râului Olza, în centrul regiunii istorice Silezia Cieszynului. Până la împărțirea regiunii din 1920 între Polonia și Cehoslovacia, a fost doar o suburbie vestică a orașului Teschen, care după divizare a căzut în posesia Poloniei sub numele de Cieszyn. Populația totală combinată a orașului este de aproximativ 57.000 de locuitori (23.500 în Český Těšín, 33.500 în Cieszyn).
Centrul istoric din Český Těšín este bine conservat și este protejat prin lege ca zonă de monumente urbane.

## Diviziuni administrative
Český Těšín este format din șapte diviziuni administrative (în paranteze populația conform recensământului din 2021):
- Český Těšín (18.224)
- Dolní Žukov⁠(d) (1.318)
- Horní Žukov⁠(d) (850)
- Koňákov⁠(d) (356)
- Mistřovice⁠(d) (567)
- Mosty⁠(d) (1.253)
- Stanislavice⁠(d) (562)

## Geografie

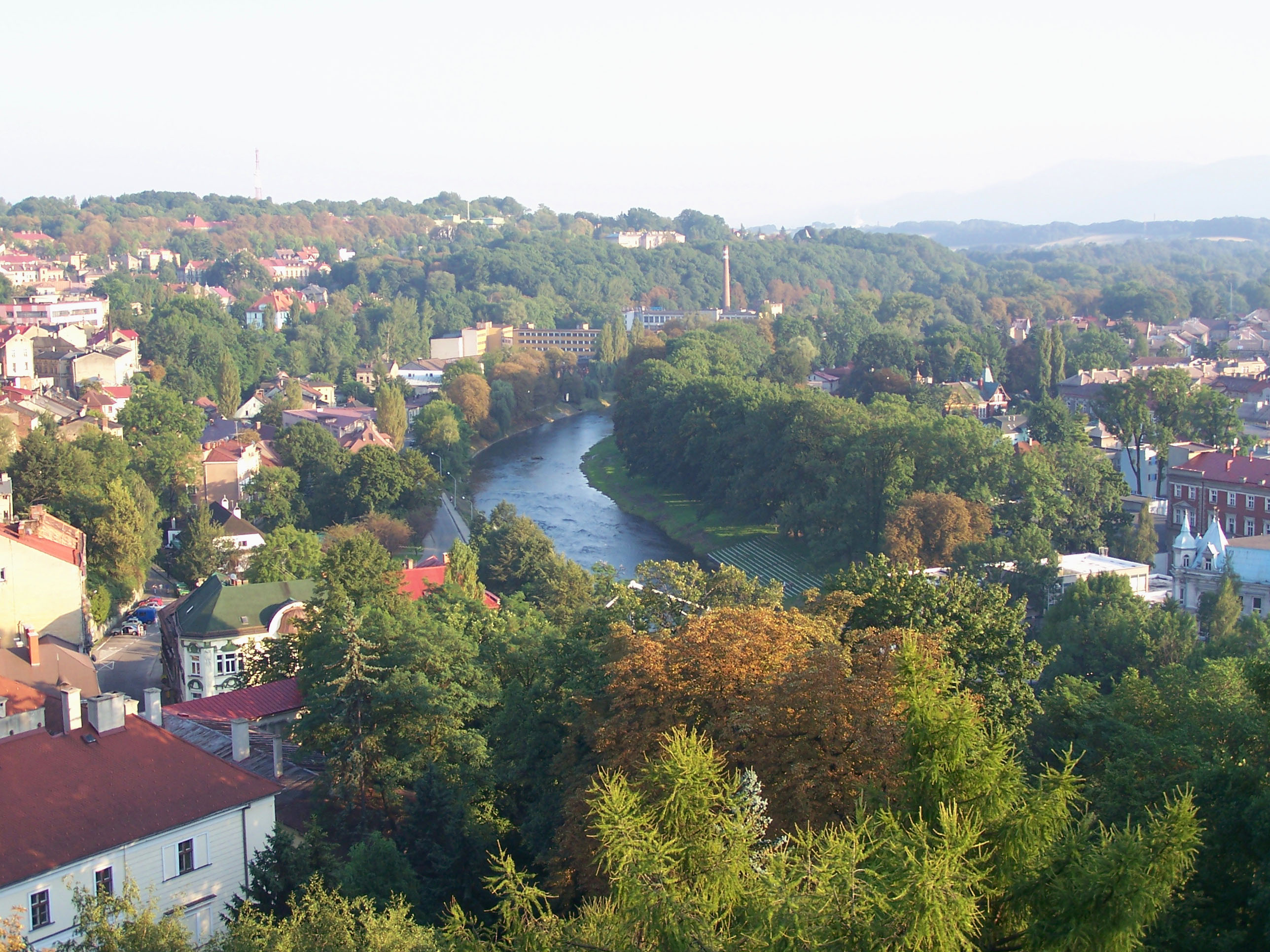
Český Těšín (dreapta), Cieszyn (stânga) și râul Olza (centru)

Český Těšín se află la aproximativ 12 kilometri (7 mi) sud de Karviná și la 23 kilometri (14 mi) de Ostrava. Se află la granița cu Polonia, în regiunea istorică Silezia Cieszynului, și este oraș înfrățit cu orașul polonez Cieszyn. 
Orașul este situat la poalele Munților Beschizi (Beskydy) (în cehă: Podbeskydská pahorkatina), pe malul stâng al râului Olza. Cel mai înalt punct al comunei este dealul Šachta, aflat la 427 metri (1.401 ft) deasupra nivelului mării.

## Istorie
Prima mențiune scrisă a lui Těšín datează din anul 1155, când un castel denumit Tescin a fost menționat într-un act al Papei Adrian al IV-lea. În 1290, așezarea a fost menționată pentru prima dată ca oraș.
Zona a fost inițial o mică suburbie vestică a orașului Cieszyn, capitala Ducatului de Cieszyn, care a fost fondat în 1290, în timpul fragmentării Poloniei în ducate mai mici. A fost condusă de dinastia Piast până în 1653, apoi de casa de Habsburg. Sub stăpânirea austriacă, a fost cunoscut sub numele său germanizat Teschen. 
A fost cunoscut pentru diversitatea sa națională și culturală, fiind format în mare parte din comunități de germani, polonezi, evrei și cehi. În 1849, în partea de vest a lui Teschen se afla doar 14,9% din populația totală a orașului: în 1880 24%, iar în 1910 33,4%. În oraș se găsea și o mică comunitate maghiară, dar activă, formată în mare parte din ofițeri și lucrători administrativi.
Din 1870 (când a fost dată în funcțiune calea ferată Košice–Bohumín) până în 1914, a existat o dezvoltare a construcțiilor, iar cartierele care formează astăzi Český Těšín au fost construite.
După recensământului austriac din 1910, Teschen a avut 22.489 de locuitori, dintre care 13.254 (61,5%) vorbeau limba germană, 6.832 (31,7%) vorbeau limba poloneză și 1.437 (6,6%) vorbeau limba cehă. Cele mai mari grupuri religioase au fost romano-catolicii, cu 15.138 (67,3%), urmați de protestanți, cu 5.174 (23%) și evrei, cu 2.112 (9,4%).
După dizolvarea Austro-Ungariei, au fost create administrații locale cehe și poloneze. Amândouă au susținut că toată Silezia Cieszynului aparținea Cehoslovaciei, respectiv Poloniei. Pentru a calma fricțiunile care au apărut, administrațiile locale au încheiat un acord interimar privind împărțirea zonei pe criterii etnice. Linia de diviziune impusă de acordul interimar a fost considerată inacceptabilă de guvernul cehoslovac central, mai ales pentru că linia ferată crucială care lega teritoriile cehe cu estul Slovaciei era controlată de Polonia, iar accesul la această cale ferată era vital pentru Cehoslovacia în acea perioadă.
Cu toate că această divizare a fost doar interimară, Polonia a decis să organizeze alegeri pentru Sejm (parlamentul polonez) în zonă. Pentru a preveni acest lucru, Cehoslovacia a decis să atace partea poloneză a regiunii la 23 ianuarie 1919. După Războiul Polono-Cehoslovac, Cehoslovacia a forțat Polonia, care în acea perioadă se afla în război și cu Republica Populară a Ucrainei Occidentale, să se retragă din cea mai mare parte a zonei. După un armistițiu, întreaga zonă a fost divizată prin decizia Conferinței de la Spa⁠(d) din iulie 1920, creând astfel, în practică, regiunea Transolza, care a lăsat o minoritate poloneză considerabilă în partea cehă și a împărțit orașul Cieszyn între cele două state.

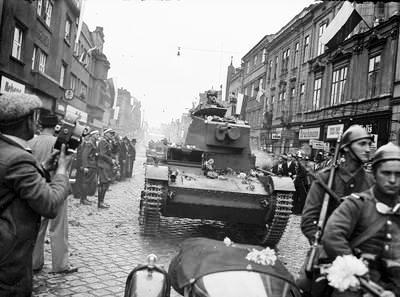
Armata Poloneză a intrat în Český Těšín în octombrie 1938

Český Těšín a devenit centrul districtului Český Těšín, care a existat în anii 1920–1938 și 1945–1960.
În 1938, în urma Acordului de la München care a permis anexarea Sudeților de către Germania Nazistă, Polonia a constrâns Cehoslovacia să-i cedeze regiunea Transolza (inclusiv Český Těšín). În urma negocierilor cu autoritățile cehe, trupele și autoritățile poloneze au intrat în oraș la 2 octombrie 1938, iar teritoriul a fost anexat de Polonia și din nou unit cu Cieszyn. După invazia germană a Poloniei în 1939, tot teritoriu a fost anexat de Germania Nazistă. În 1941, Germania Nazistă a creat lagărul de prizonieri de război Stalag VIII-D⁠(d) pentru prizonieri de război polonezi, francezi, belgieni, britanici și sârbi; în septembrie 1942 a fost transformat într-un sublagăr al lagărului Stalag VIII-B⁠(d).
După Al Doilea Război Mondial, comunitatea numeroasă de limbă germană a fost expulzată în conformitate cu Acordul de la Potsdam, iar granițele din anul 1920 au fost refăcute.

### Comunitatea evreiască

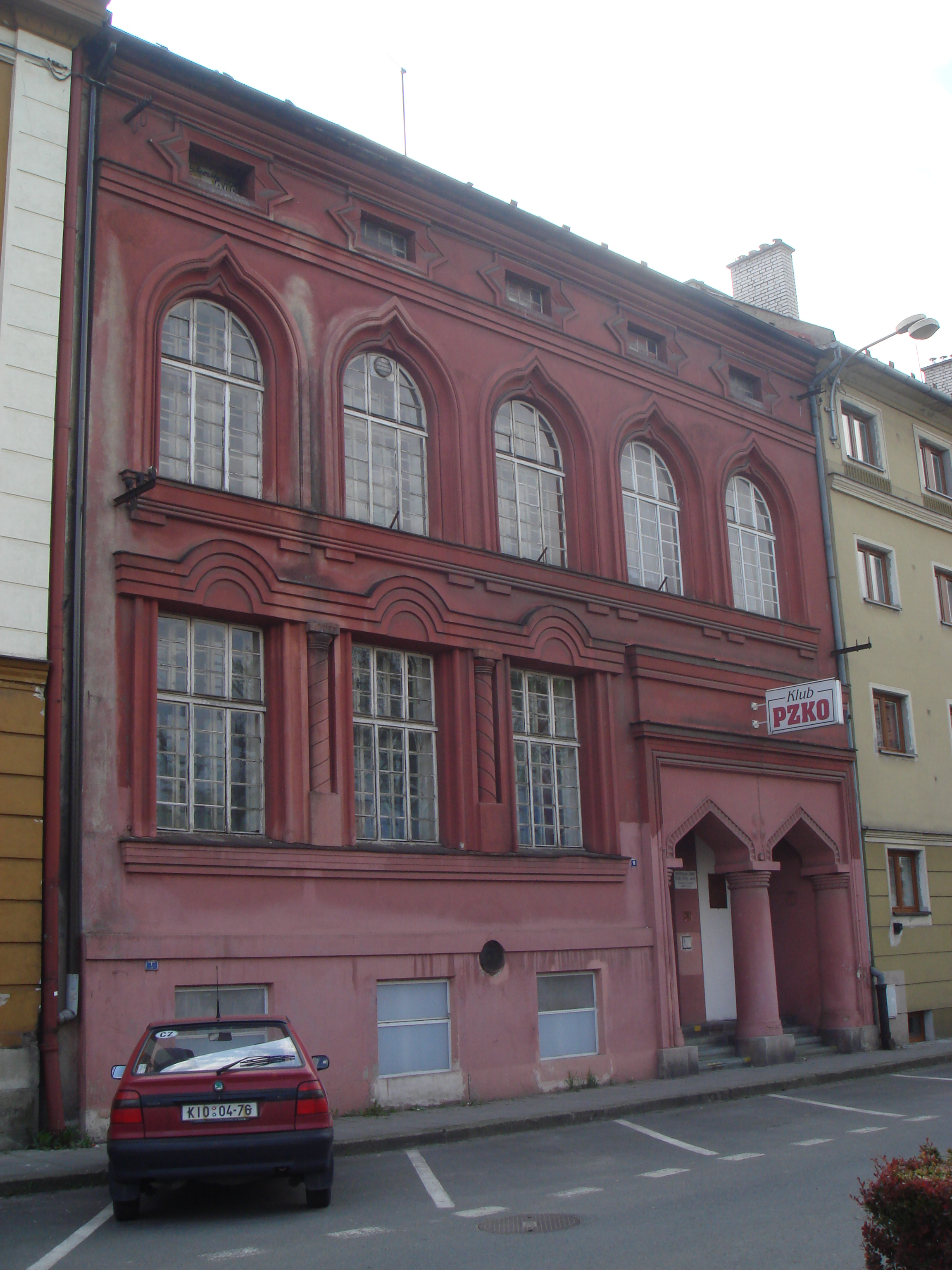
Fosta sinagogă Schomre Schabos (Gardienii Șabatului)

Primii evrei din zona Český Těšín au fost atestați documentar pentru prima dată la începutul secolului al XVIII-lea.
Cele mai vechi case de rugăciune evreiești din Český Těšín au fost construite la începutul secolului al XX-lea.
Comunitatea evreiască a fost condusă de societatea Schomre Schabos (Gardienii Șabatului).
După 1869, minoritatea evreiască a crescut rapid, iar în 1914 aceasta a reprezentat 40% din populația orașului Těšín. Aceștia au contribuit semnificativ la stabilirea, dezvoltarea și menținerea relațiilor comerciale cu țările vecine.
După împărțirea orașului Teschen în 1920, în partea cehă a orașului nu se mai găseau sinagogi și cimitire, fiind necesară construirea unora noi. Comunitatea evreiască din Český Těšín a fost înființată în 1923.
În 1938, se afla o minoritate evreiască considerabilă în oraș, aproximativ 1.500 în Cieszyn și 1.300 în Český Těšín.
Aproape toți au fost uciși de Germania Nazistă în lagărele sale de concentrare.
Majoritatea sinagogilor au fost distruse. Astăzi, în oraș mai există o singură sinagogă, folosită ca un centru cultural polonez.

## Demografie
În 2021, polonezii au reprezentat 14,3% din populația orașului.
Orașul este un important centru cultural și educațional al minorității poloneze din Republica Cehă. Numărul polonezilor este însă în scădere ca urmare a asimilării continue. Cu toate că este un oraș de graniță, în prezent nu mai există nicio tensiune etnică reală între cehi și polonezi.

### Religie

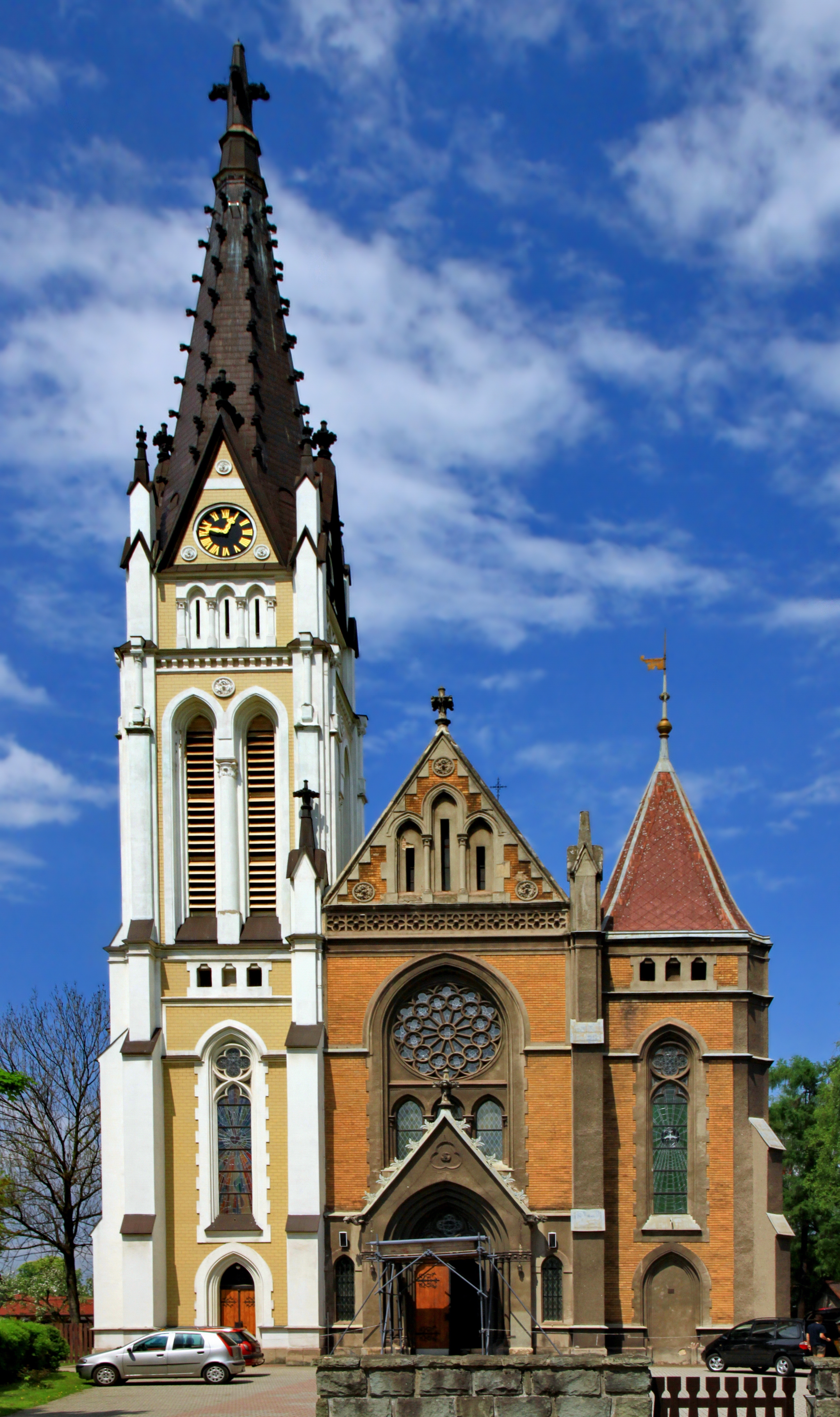
Biserica „Preasfânta Inimă a lui Isus”

Diversitatea orașului nu este doar etnică, ci și religioasă. Multe confesiuni creștine sunt prezente în oraș. În trecut, exista o numeroasă comunitate evreiască. Conform recensământului din 2021, 31,6% din populație este religioasă, dintre care 34,4% sunt romano-catolici și 3,7% sunt frați cehi.
Între 1946 și 1978, pentru Biserica Catolică a funcționat Administrația Apostolică din Český Těšín (care separa teritoriul de Arhiepiscopia de Breslau), anexată ulterior de Arhiepiscopia de Olomouc. În prezent, teritoriul face parte din Episcopia de Ostrava-Opava.

## Economie
Cel mai mare angajator industrial cu sediul în oraș este Kovona System, care se ocupă cu producția de produse metalice. Are aproximativ 800 de angajați.
A doua companie industrială notabilă este Finidr⁠(d), unul dintre cei mai mari producători de cărți cartonate și broșate din Europa Centrală, cu aproximativ 600 de angajați.

## Cultură
Teatrul Těšín are ansambluri cehe și poloneze, astfel încât piesele sunt puse în scenă atât în limba cehă, cât și în poloneză. Este unul dintre puținele teatre din afara Poloniei care are un ansamblu profesionist polonez.

## Educație
În afară de câteva școli primare cehe și o sală de sport, orașul are atât o școală primară poloneză, cât și o sală de sport pentru polonezi. Centrul Pedagogic pentru Educația Națională Poloneză din Český Těšín se ocupă de nevoile școlilor cu predare în limba poloneză din Cehia.

## Obiective turistice

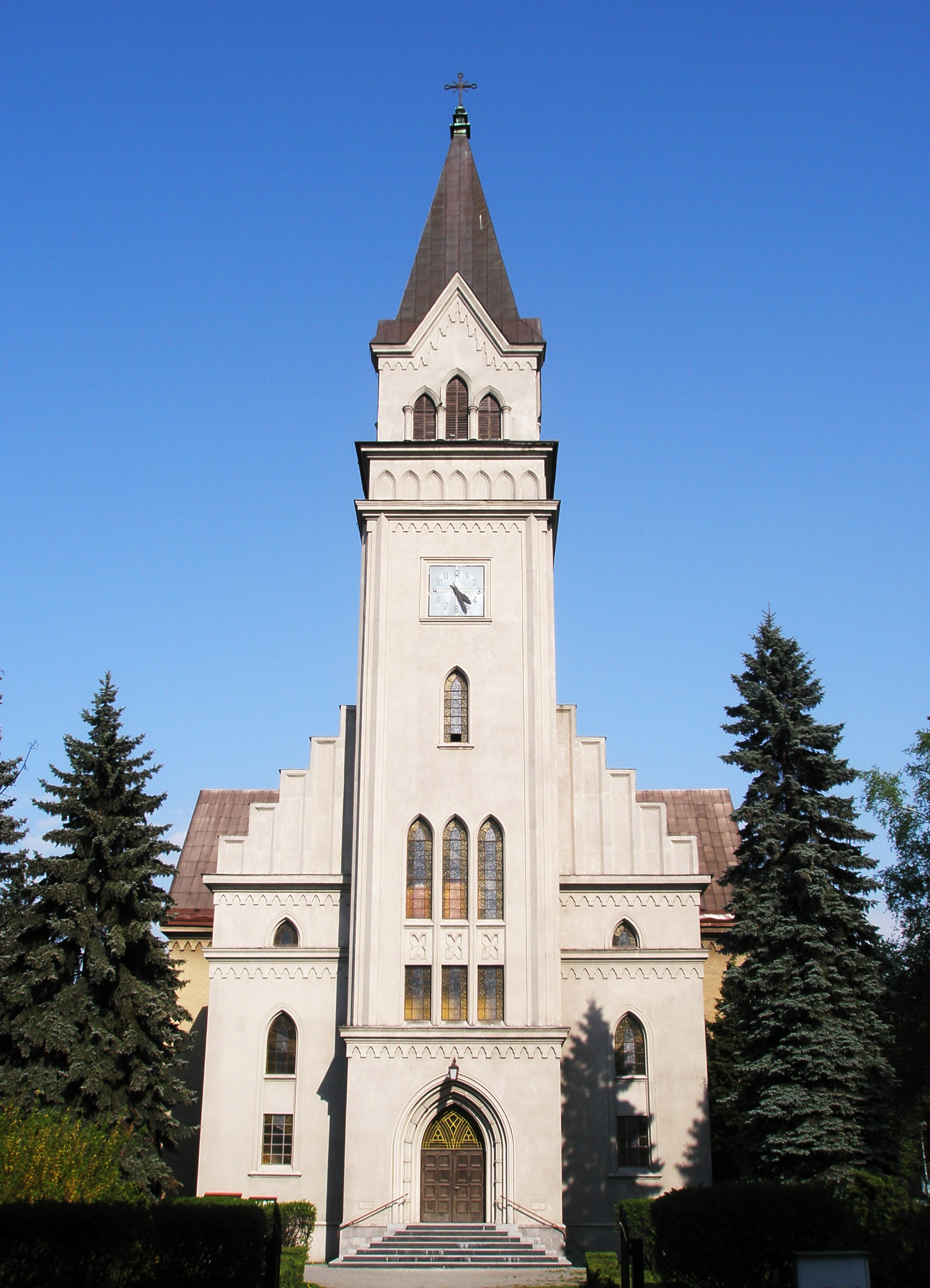
Biserica luterană

În oraș se află șase clădiri bisericești. Cea mai veche este Biserica Catolică „Preasfânta Inimă a lui Isus” în stil neogotic. A fost construită de arhitectul Ludwig Satzky între 1893–1894.
După împărțirea orașului Teschen în 1920, în Český Těšín nu se mai aflau biserici luterane. În 1927, populația germană locală a construit o biserică luterană în oraș, iar în 1932 a fost construită a doua biserică luterană. Biserica Bisericii Evanghelice a Fraților Cehi a fost construită în 1929.
Între 1928–1929, comunitatea evreiască a construit o nouă sinagogă pe strada Breitegasse; în prezent este singura sinagogă din oraș care încă există. A fost singura sinagogă care nu a fost distrusă de naziști datorită apropierii de alte clădiri rezidențiale. În 1967, clădirea a fost cumpărată de Uniunea Culturală și Educațională Poloneză. Nu este protejată ca monument cultural. Împreună cu o parte din cimitirul evreiesc, care a fost fondat în 1926, este singurul monument evreiesc din oraș.
Gara a fost construită în stil neorenascentist în 1889 și este una dintre cele mai valoroase clădiri de gară din Cehia.

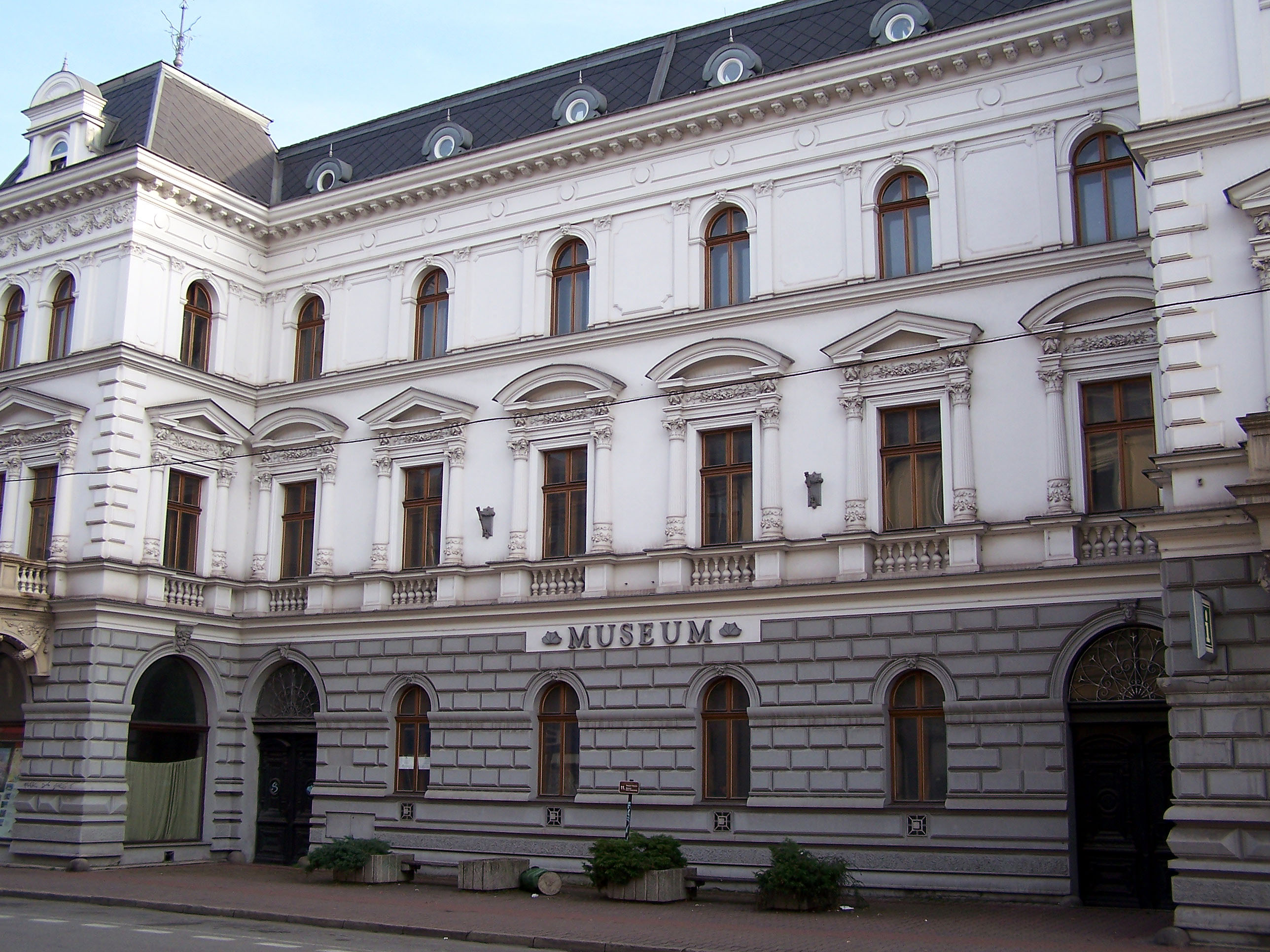
Muzeum Těšínska

Primăria este principalul obiectiv turistic al pieței orașului. Clădirea lungă de 54 de metri a fost ridicată în 1928.
În Český Těšín se află Muzeul Sileziei Cieszynului (în poloneză: Muzeum Ziemi Cieszyńskiej; în cehă: Muzeum Těšínska⁠(d)). Acest muzeu regional a fost fondat în 1948 de către profesorul Ladislav Báča. Are 12 filiale regionale și săli de spectacol. Datorită filialei sale regionale din Jablunkov, este cel mai estic muzeu profesional din Republica Cehă. Muzeul cooperează cu Muzeum Śląska Cieszyńskiego⁠(d) și Książnica Cieszyńska din Cieszyn din Polonia. Din 1957 muzeul publică revista Těšínsko. Directorul actual este Zbyšek Ondřeka.

## Persoane notabile

František Vláčil

- Jiří Třanovský⁠(d) (1592–1637), savant și poet protestant
- Simon R. Blatteis⁠(d) (1876–1968), patolog newyorkez
- Viktor Ullmann⁠(d) (1898–1944), compozitor și muzician evreu
- Ludvík Aškenazy (1921–1986), scriitor evreu
- Terry Haass⁠(d) (1923–2016), pictor francez
- František Vláčil (1924–1999), regizor de film
- Jaromír Hanzlík⁠(d) (născut în 1948), actor
- Jiří Drahoš⁠(d) (născut în 1949), chimist și om politic
- Jaromír Nohavica⁠(d) (născut în 1953), muzician; a locuit aici
- Luděk Čajka⁠(d) (1963–1990), jucător de hochei pe gheață

## Orașe înfrățite–orașe gemene
Český Těšín este înfrățit cu:
- Cieszyn, Polonia
- Rožňava, Slovacia

## Galerie de imagini

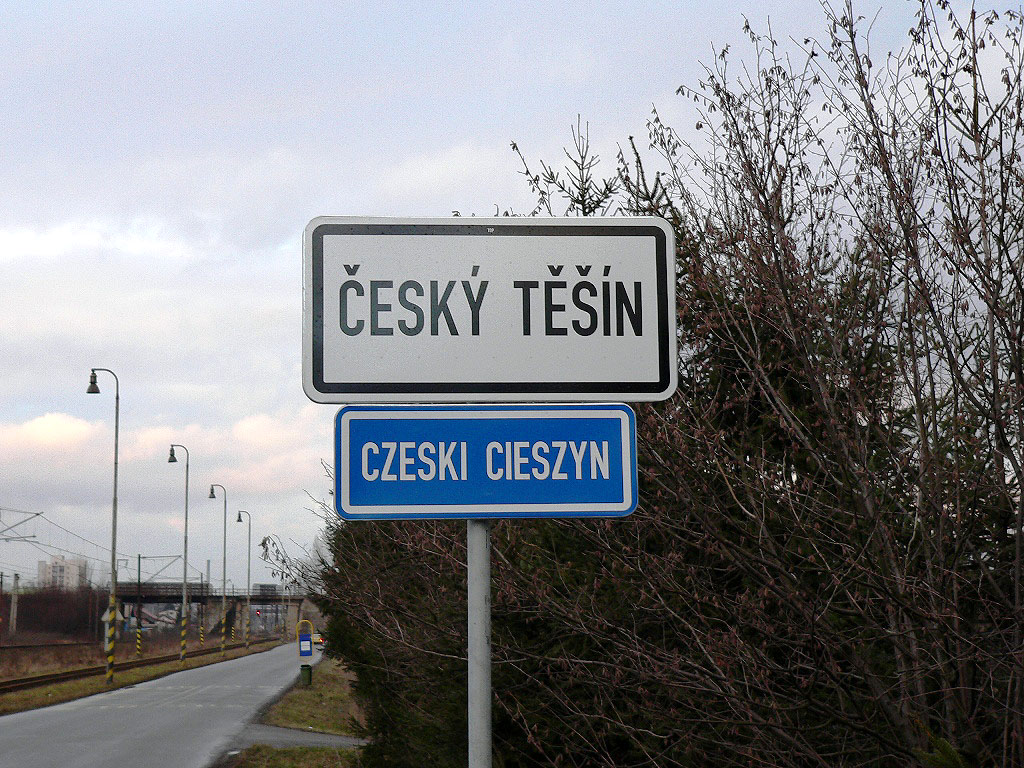
Indicatoare bilingve la intrarea în oraș
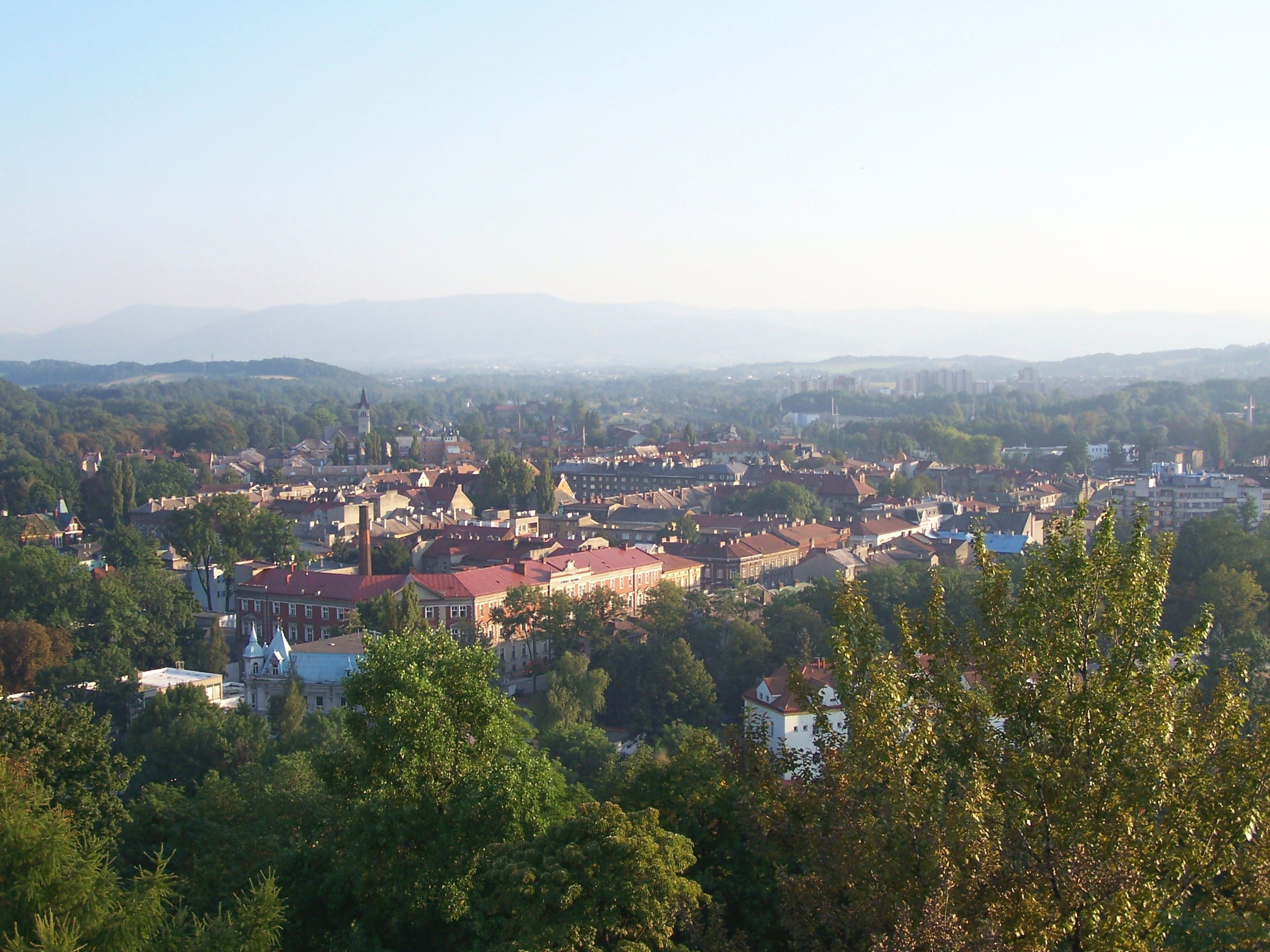
Český Těšín
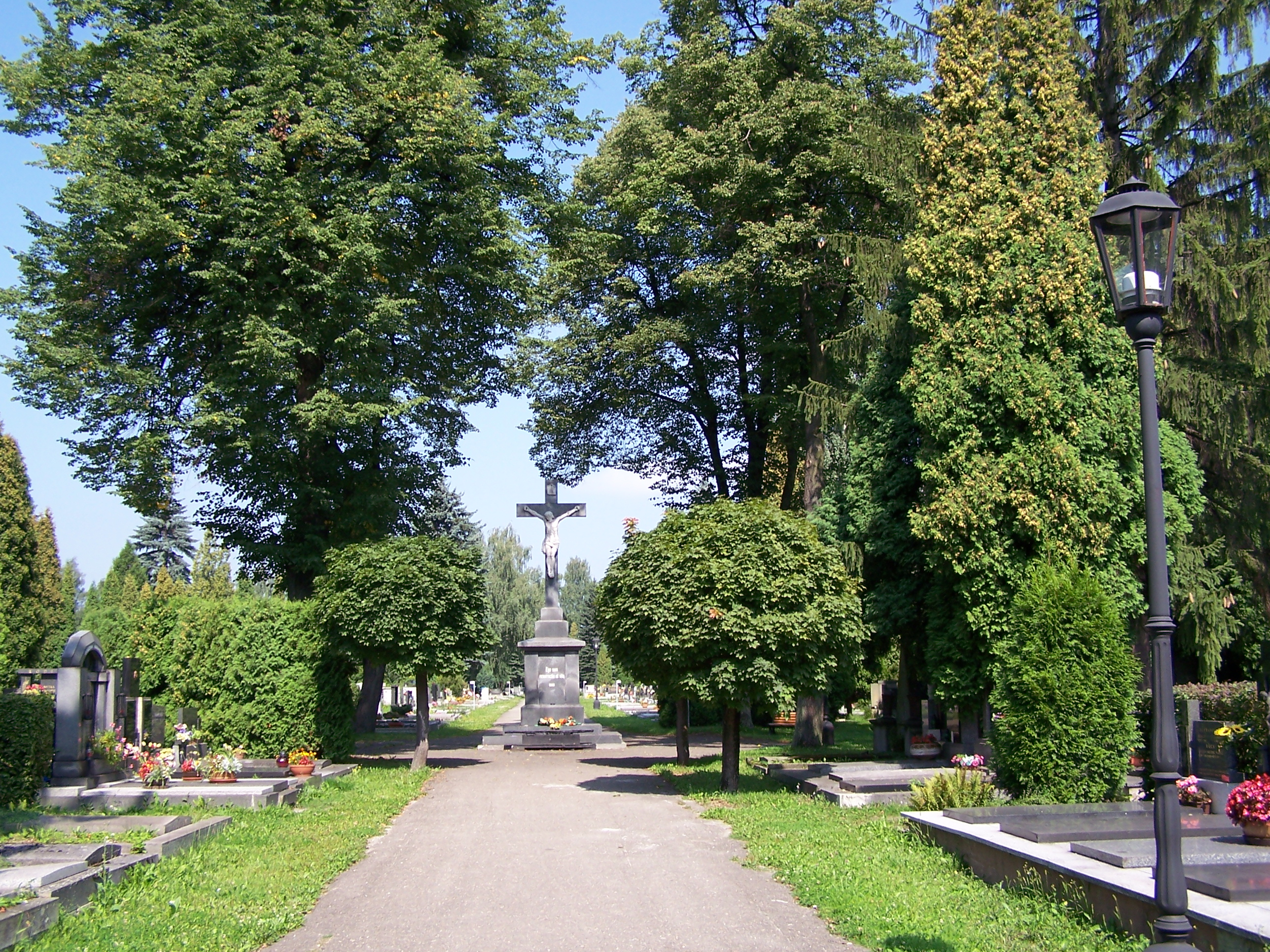
Cimitir
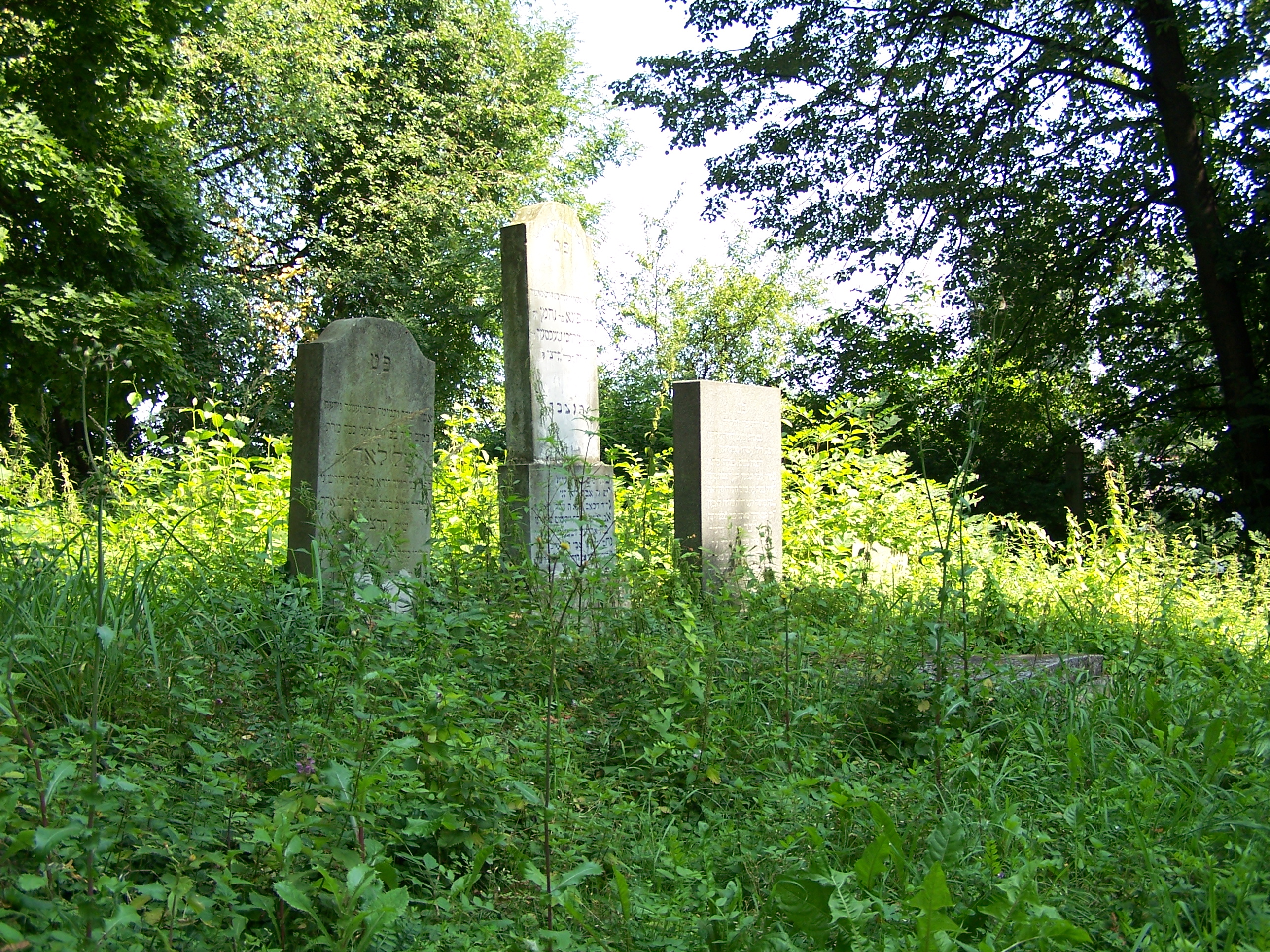
O parte din cimitir evreiesc care a fost abandonat
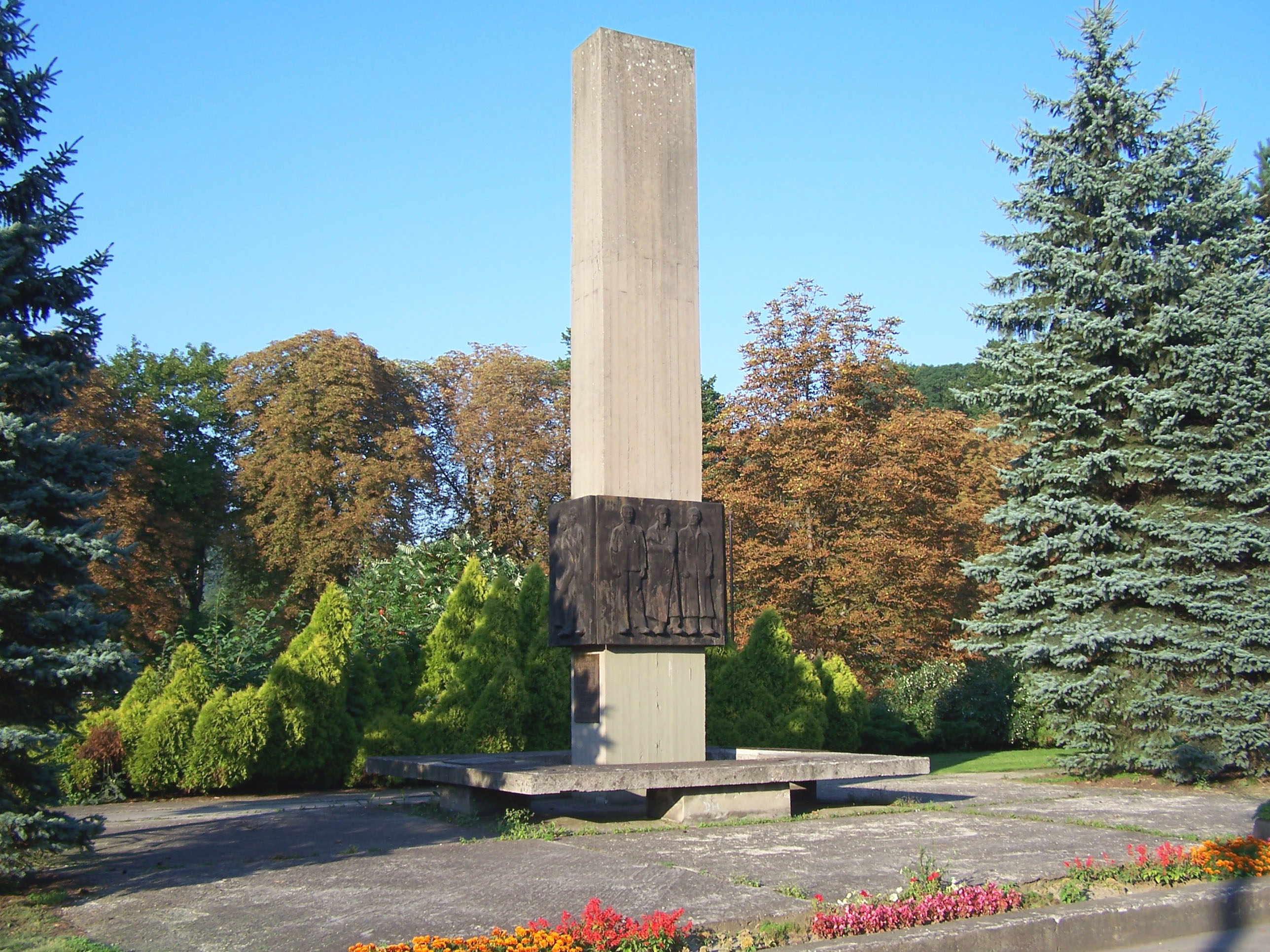
Memorial dedicat luptătorilor din rezistența din cel de-Al Doilea Război Mondial
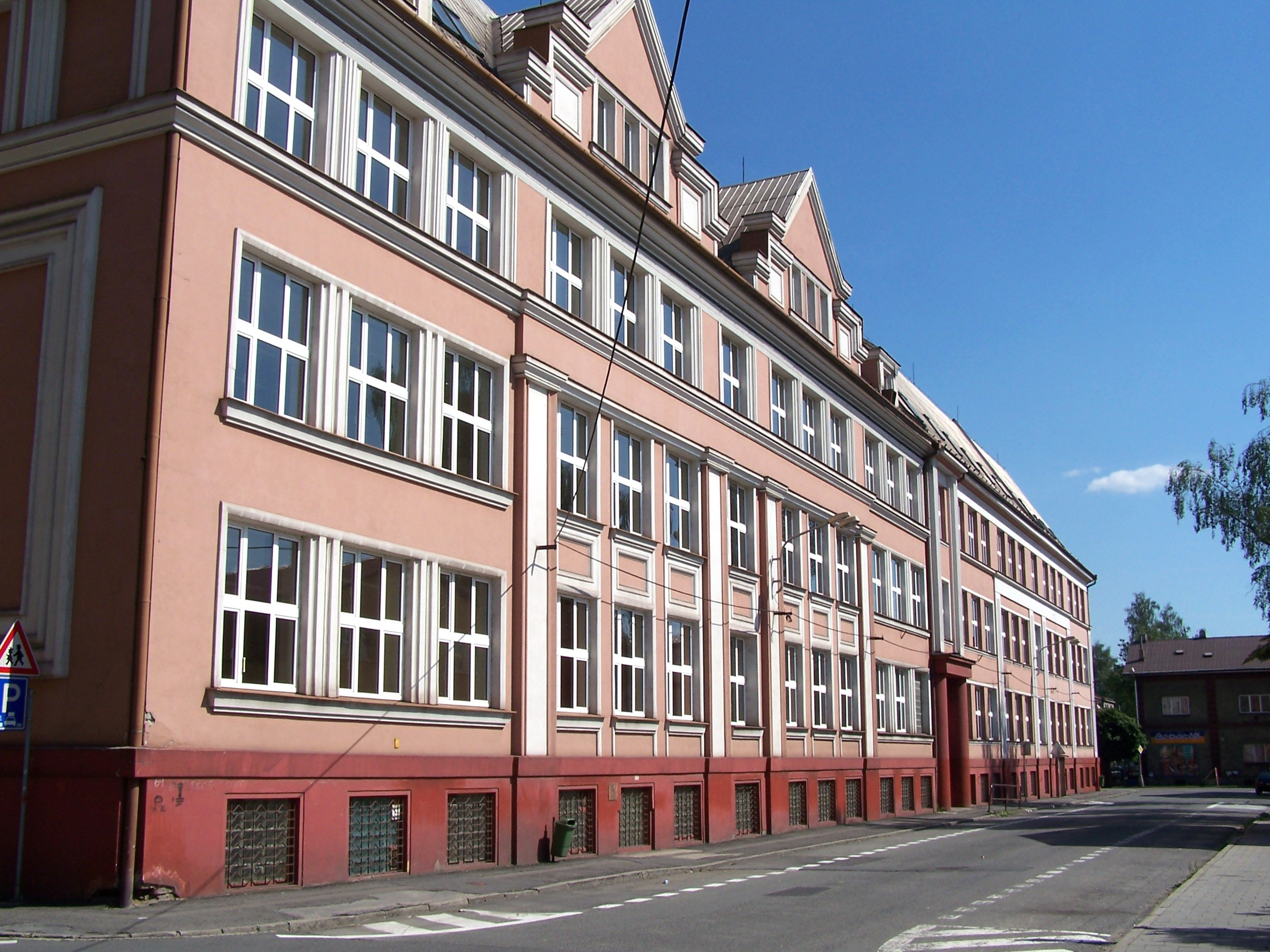
Școală primară și gimnaziu polonez
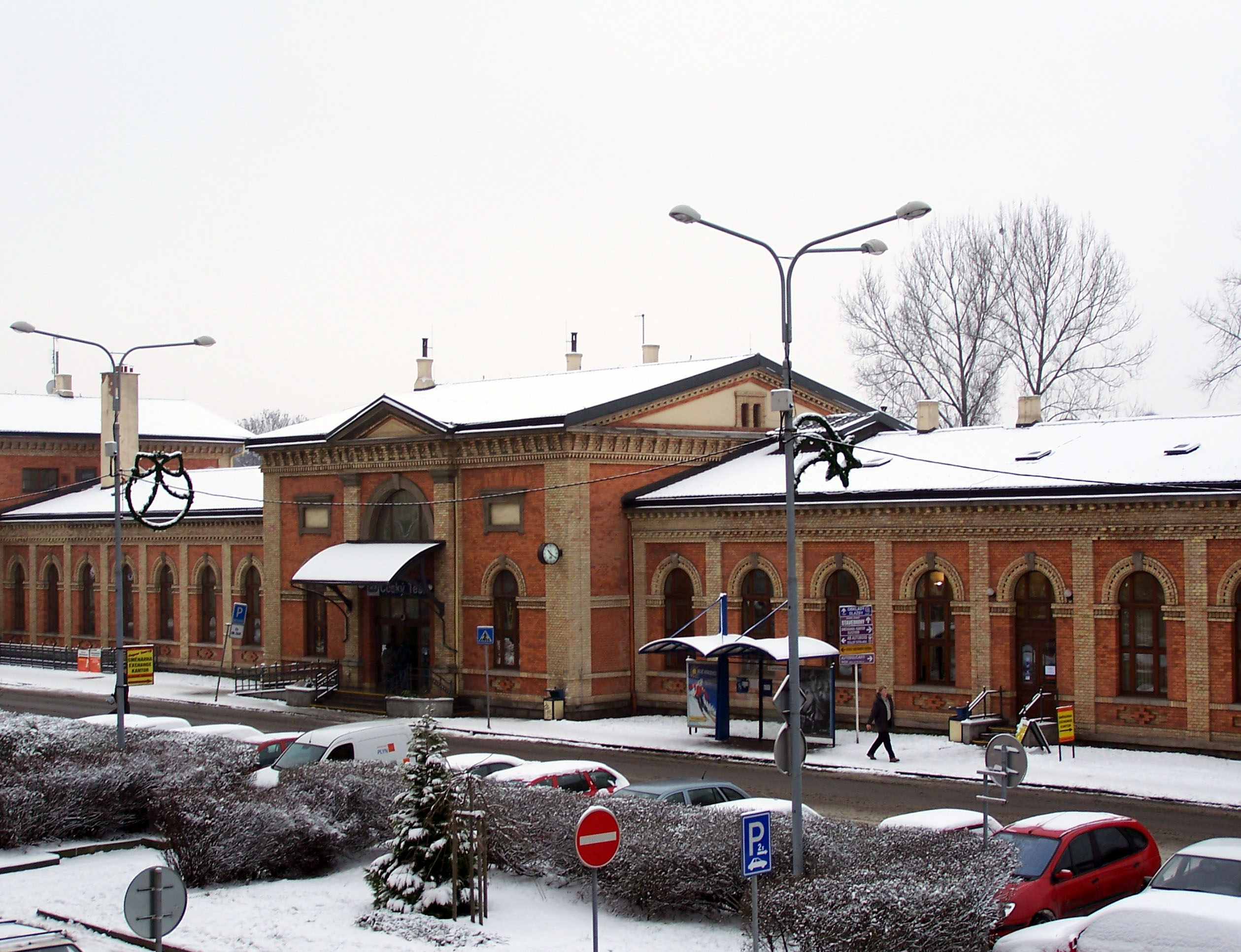
Gară
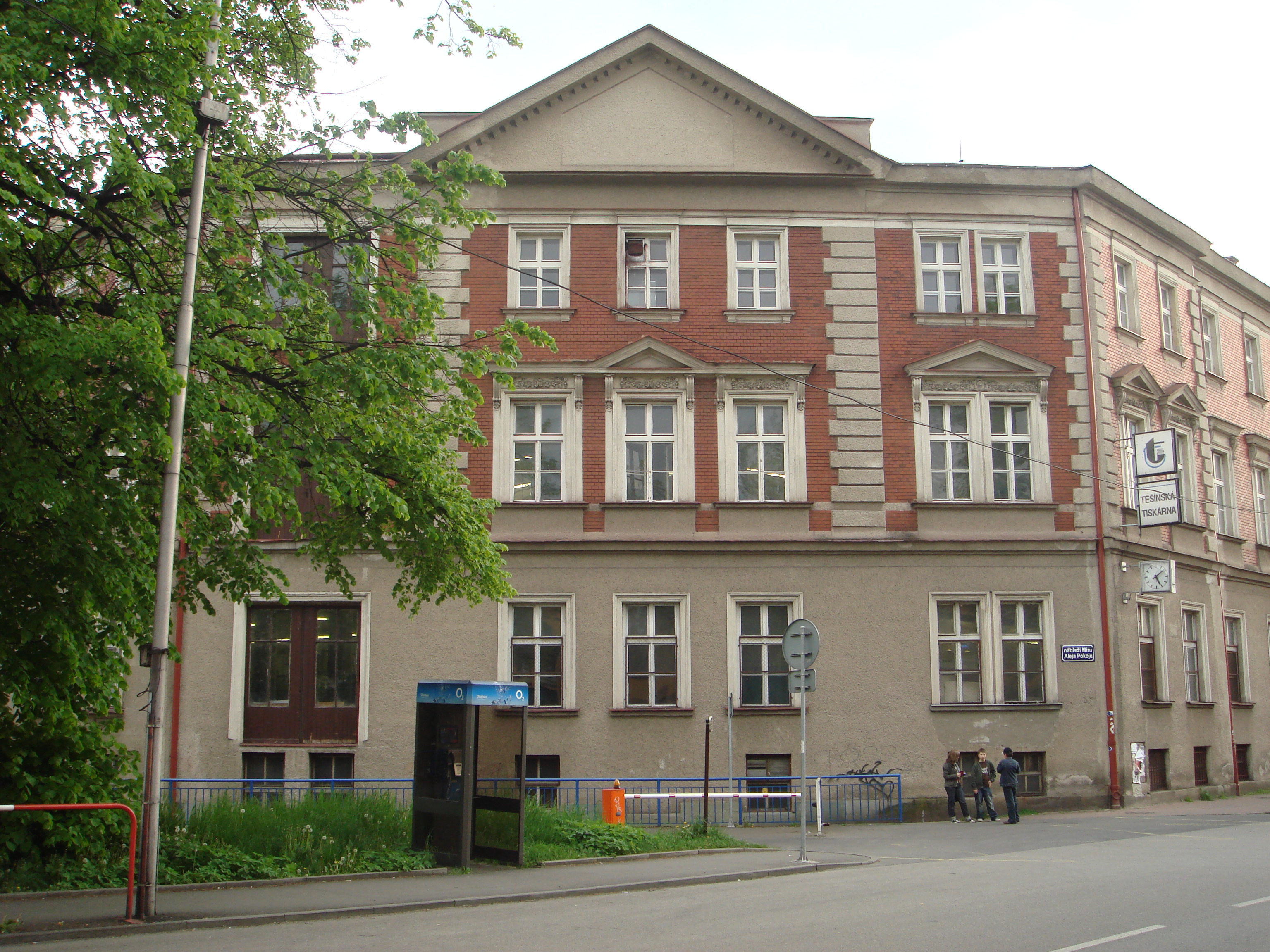
Tipografia din Těšín